# Rafael Reyes (musicien)
 (juillet 2018).
Si vous disposez d'ouvrages ou d'articles de référence ou si vous connaissez des sites web de qualité traitant du thème abordé ici, merci de compléter l'article en donnant les références utiles à sa vérifiabilité et en les liant à la section « Notes et références ».
Pour les articles homonymes, voir Rafael Reyes (homonymie) et Reyes.
Rafael Reyes, connu sous le nom de Leafar Seyer, né le 2 août 1975 à Cotija, est un chanteur, auteur-compositeur-interprète et musicien américain, d'origine mexicaine. Il est le leader du groupe de rock gothique californien, Prayers.

## Biographie
Rafael Reyes naît de parents mexicains. Il rejoint le gang Sherman 27th Street Grant Hill Park quand il est adolescent afin de sauver la vie de son père après une escarmouche dans un marché local. 
Après avoir terminé ses études secondaires, il ouvre le premier restaurant mexicain végan / végétarien de San Diego, Pokéz, avec son père. Après avoir dirigé le restaurant pendant dix-huit ans, et après la mort de son père, il le vend à son frère cadet. En 2011, il écrit et publie Living Dangerously, un livre à propos de sa vie de gang. Il fera une tournée en Californie pour le promouvoir. 

### Vie privée
En février 2018, il épouse l'artiste tatoueuse américano-mexicaine , Kat Von D à Los Angeles. Ils deviennent parents d'un garçon, né le 29 novembre 2018 à Los Angeles, prénommé Leafar Von D Reyes,.

## Discographie

### Albums studios

#### Avec le groupePrayers
- 2013 : SD Killwave (sorti le 19 décembre 2013)
- 2017 : Baptism Of Thieves (sorti le 24 novembre 2017)